# Saar Klein
Saar Klein (in ebraico סער קליין‎?; Gerusalemme, 1967) è un montatore israeliano naturalizzato statunitense.
È stato candidato due volte all'Oscar al miglior montaggio, nel 1999 per La sottile linea rossa e nel 2001 per Quasi famosi. Lavora spesso ai film di Doug Liman.

## Filmografia

### Montatore

#### Cinema
- For Which He Stands, regia di Nelson McCormick (1996)
- U Turn - Inversione di marcia (U Turn), regia di Oliver Stone (1997) - montatore aggiuntivo
- Le ali ai piedi (Endurance), regia di Leslie Woodhead e Bud Greenspan (1998)
- La sottile linea rossa (The Thin Red Line), regia di Terrence Malick (1998)
- Quasi famosi (Almost Famous), regia di Cameron Crowe (2000)
- The Bourne Identity, regia di Doug Liman (2002)
- The New World - Il nuovo mondo (The New World), regia di Terrence Malick (2005)
- Jumper - Senza confini (Jumper), regia di Doug Liman (2008)
- Cadillac Records, regia di Darnell Martin (2008) - montatore aggiuntivo
- Fighting, regia di Dito Montiel (2009)
- Fair Game - Caccia alla spia (Fair Game), regia di Doug Liman (2010) - montatore aggiuntivo
- Butter, regia di Jim Field Smith (2011) - montatore aggiuntivo
- After the Fall, regia di Saar Klein (2014)
- Barry Seal - Una storia americana (American Made), regia di Doug Liman (2017) - montatore aggiuntivo
- Burden, regia di Andrew Heckler (2018)
- Wolf Call - Minaccia in alto mare (Le Chant du loup), regia di Antonin Baudry (2019)
- Locked Down, regia di Doug Liman (2021)
- Città d'asfalto (Black Flies), regia di Jean-Stéphane Sauvaire (2023)
- The Instigators, regia di Doug Liman (2024)

#### Televisione
- P.C.H., regia di Nelson McCormick – film TV (1995)

### Produttore esecutivo
- Undertow, regia di David Gordon Green (2004)

### Regista e sceneggiatore
- After the Fall (2014)

## Riconoscimenti
- Premio Oscar
  - 1999 - Candidatura al miglior montaggio per La sottile linea rossa
  - 2001 - Candidatura al miglior montaggio per Quasi famosi
- American Cinema Editors
  - 1999 - Candidatura al miglior montaggio di un lungometraggio cinematografico per La sottile linea rossa
  - 2001 - Miglior montaggio di un lungometraggio commedia o musicale per Quasi famosi
- Las Vegas Film Critics Society
  - 2000 - Candidatura al miglior montaggio per Quasi famosi